# Víctor Guambe
Víctor Alcino Guambe (ur. 8 października 1998 w Maputo) – mozambicki piłkarz grający na pozycji bramkarza. Jest wychowankiem klubu CD Costa do Sol.

## Kariera klubowa
Swoją karierę piłkarską Guambe rozpoczął w klubie CD Costa do Sol. W 2016 roku zadebiutował w jego barwach w pierwszej lidze mozambickiej. Wywalczył z nim mistrzostwo Mozambiku w sezonie 2019, wicemistrzostwo w sezonie 2017 oraz dwa Puchary Mozambiku w sezonach 2017 i 2018.

## Kariera reprezentacyjna
W reprezentacji Mozambiku Guambe zadebiutował 28 czerwca 2017 w wygranym 2:1 meczu Pucharu COSAFA 2017 z Seszelami, rozegranym w Phokeng.